# Glencoe (Nouvelle-Zélande)
Pour les articles homonymes, voir Glencoe.
Glencoe est une localité de la région centrale de Southland située dans l’Île du Sud de la Nouvelle-Zélande.  

## Nom
Elle fut dénommée d’après la ville de Glen Coe (ou en gaélique écossais : Gleann Comhan) située en Écosse. 

## Situation
Elle est située dans les collines d’Hokonui (en) sur le trajet de la route S H 96 (en) alors que celle-ci traverse entre la ville d’Hedgehope (en) et celle de Waitane.  
La ville la plus proche de taille significative est celle de Mataura située vers l’est alors que la cité Invercargill est au sud-ouest.

## Histoire
En février 1999, un cairn fut dédicacé à Glencoe pour commémorer le Massacre de Glencoe de 1692.